# Natale Paganelli
Natale Paganelli SX (ur. 24 grudnia 1956 w Grignano di Brembate) – włoski duchowny rzymskokatolicki posługujący w Sierra Leone, w latach 2012–2023 administrator apostolski Makeni.

## Życiorys
Święcenia kapłańskie przyjął 25 grudnia 1980 w zgromadzeniu misjonarzy ksawerianów. Po święceniach podjął pracę misyjną w Meksyku. Pełnił funkcje m.in. rektora niższego seminarium, mistrza nowicjatu oraz przełożonego regionalnego. W 2005 został przeniesiony do Sierra Leone. Po rocznym stażu wikariuszowskim został wybrany przełożonym regionalnym.
11 kwietnia 2012 został mianowany administratorem apostolskim wakującej diecezji Makeni. 18 lipca 2015 papież Franciszek postanowił podnieść go do godności biskupiej. Na biskupa przydzielonej mu diecezji tytularnej Gadiaufala wyświęcił go 31 października 2015 abp Mirosław Adamczyk.